# Gordoncillo
Gordoncillo ist ein Ort und eine nordspanische Gemeinde (municipio) mit 308 Einwohnern (Stand: 2024) in der Provinz León und der Region Kastilien-León. 

## Lage und Klima
Gordoncillo liegt etwa 51 Kilometer südsüdöstlich von León im Nordwesten der Iberischen Meseta in einer Höhe von ca. 745 m am Cea. 
Das Klima im Winter ist rau, im Sommer dagegen trocken und warm; der Regen (499 mm/Jahr) fällt überwiegend im Winterhalbjahr.

## Bevölkerungsentwicklung
| Jahr      | 1970 | 1981 | 1991 | 2001 | 2011 | 2021 |
| Einwohner | 1109 | 818  | 709  | 606  | 491  | 354  |

Aufgrund der durch die Mechanisierung der Landwirtschaft und der Aufgabe von bäuerlichen Kleinbetrieben ausgelösten Landflucht ist die Bevölkerung des Dorfes seit der Mitte des 19. Jahrhunderts kontinuierlich gewachsen.

## Sehenswürdigkeiten
- Kirche Enthauptung des Johannis
- 2014 eingeweihtes kastilisches Mehlmuseum (Museo de la Industria Harinera de Castilla y León)

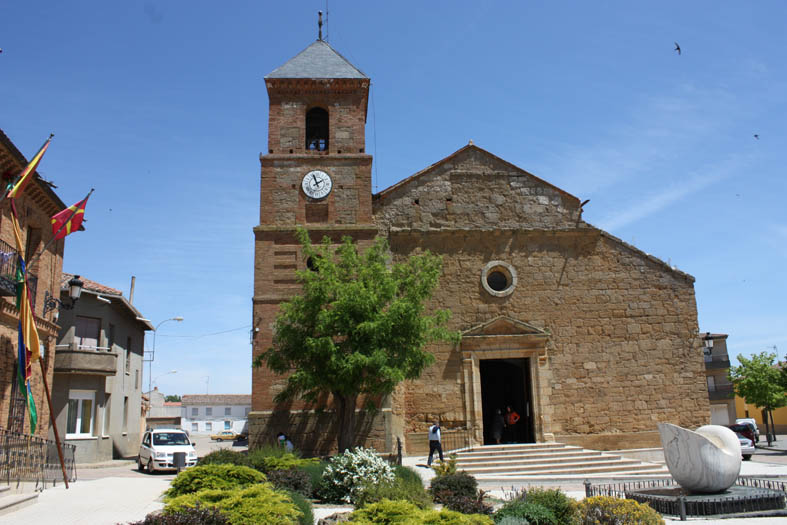
Kirche Enthauptung des Johannis
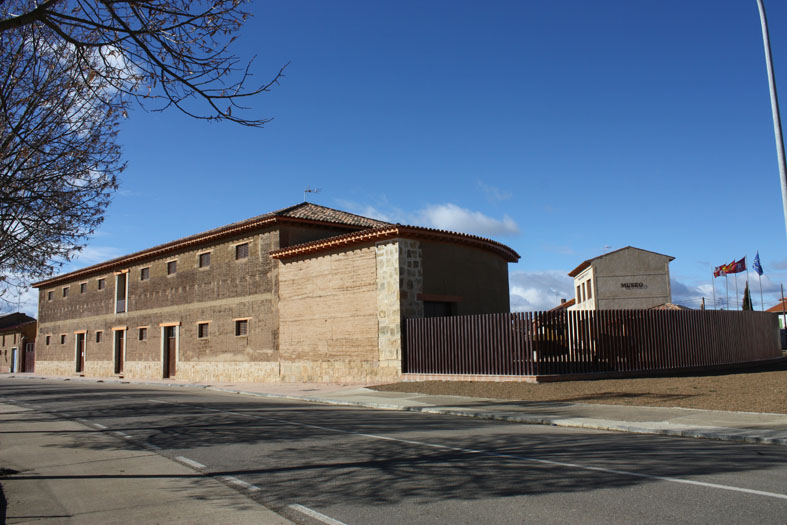
Mehlmuseum
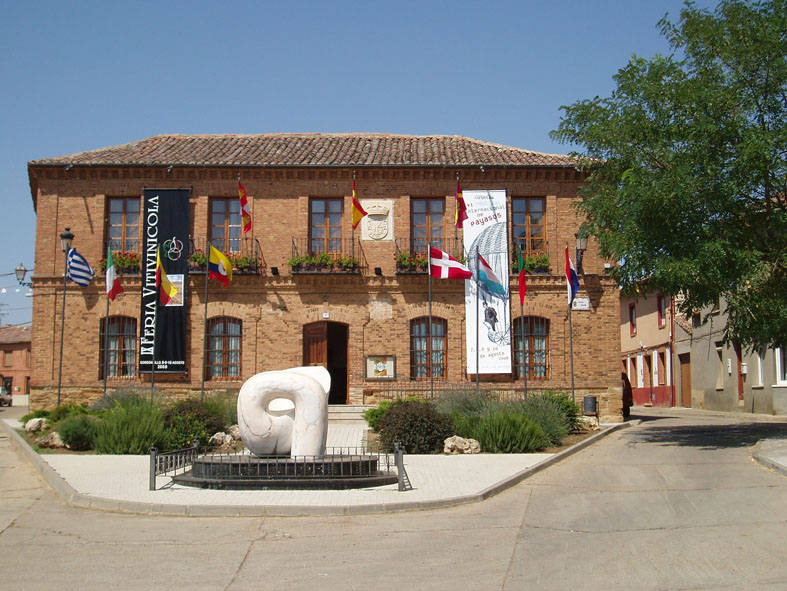
Rathaus

## Partnerschaft
Mit der kolumbianischen Gemeinde San Gil im Departamento Santander besteht eine Partnerschaft. 